# Aiara / Ayala
Aiara / Ayala (baskiska: Aiara) är en kommun i Spanien.  Den ligger Álavaprovinsen i södra delen av den autonoma regionen Baskien i norra delen av landet, 300 km norr om huvudstaden Madrid. Antalet invånare är 2 942 (2024). Arean är 140,97 kvadratkilometer. Aiara / Ayala gränsar till Artziniega, Gordexola, Okondo, Laudio, Orozko, Amurrio, Urduña / Orduña, Junta de Villalba de Losa, Valle de Losa och Villasana de Mena. 